# آب قناة
آب قناة (كوشك) (بالفارسية: آب قنات) هي قرية تقع في إيران في محافظة خوزستان. في الإحصاء السكاني عام 2006، قدّر عدد سكانها بـ 42 نسمة.